# Cyanea capillata
Cyanea capillata (denumită și „coama leului”) este o meduză de mari dimensiuni, probabil cea mai mare meduză de pe glob. Are un diametru de până la 2 m, iar lungimea tentaculelor sale poate ajunge la 20 m. Cel mai mare specimen a fost găsit mort pe plaja Golfului Massachusetts⁠(en)[traduceți] în 1870: avea un diametru de 2,30 m și o lungime a tentaculelor de 37 m.
Trăiește în mai toate mările nordice ale Atlanticului și Pacificului, în apele de suprafață din apropierea coastelor marine.

## Mențiuni literare
O meduză din această specie l-a ucis pe profesorul McPherson din comitatul Sussex în povestirea „Coama leului” (1926) a lui Sir Arthur Conan Doyle, fiind adusă acolo probabil de un uragan, după cum a presupus detectivul Sherlock Holmes.